# Kanton Liffré
Kanton Liffré (francouzsky Canton de Liffré) je francouzský kanton v departementu Ille-et-Vilaine v regionu Bretaň. Tvoří ho osm obcí.

## Obce kantonu
- La Bouëxière
- Chasné-sur-Illet
- Dourdain
- Ercé-près-Liffré
- Liffré
- Livré-sur-Changeon
- Saint-Sulpice-la-Forêt
- Thorigné-Fouillard